# Hilary i Jackie
Hilary i Jackie (ang. Hilary and Jackie) – brytyjski dramat biograficzny z 1998 roku w reżyserii Ananda Tuckera, zrealizowany na podstawie pisanej równocześnie książki wspomnieniowej A Genius in the Family Hilary du Pré i Piersa du Pré. Tytułowa Jackie to Jacqueline du Pré (1945-1987), brytyjska wiolonczelistka zaliczana do grona najwybitniejszych wirtuozów w historii tego instrumentu. Karierę artystki zniszczyła choroba – stwardnienie rozsiane.

## Fabuła
Film podzielony jest na dwie części. Pierwsza, zatytułowana „Hilary”, opowiada historię dwóch uzdolnionych muzycznie sióstr z punktu widzenia starszej z nich, Hilary du Pré. W dzieciństwie zdolniejsza wydawała się Hilary, która grała na flecie, od Jackie ćwiczącej na wiolonczeli. Później role się odwróciły. Jackie została międzynarodowej sławy wirtuozerką, a Hilary wyszła za mąż za dyrygenta Christophera Finzi (Kiffera) i przeprowadziła się na wieś. Jackie doznawała okresowo załamań nerwowych, które były zapowiedzią przyszłej choroby. Chcąc pomóc chorej siostrze, Hilary w końcu zaakceptowała romans Jackie z Kifferem.
Druga część pt. „Jackie”, uzupełnia pierwszą z punktu widzenia młodszej siostry. Opowiada o małżeństwie Jackie ze słynnym argentyńsko-izraelskim pianistą Danielem Barenboimem oraz o jej chorobie wraz z postępującym paraliżem.

## Produkcja
Zdjęcia kręcono w Liverpoolu.

## Obsada
- Emily Watson – Jackie
- Rachel Griffiths – Hilary
- James Frain – Danny
- David Morrissey – Kiffer
- Charles Dance – Derek

## Odbiór filmu
Krytycy chwalili film. Każda z aktorek grających tytułowe siostry dostała nominację do Oskara (Emily Watson – dla najlepszej aktorki pierwszoplanowej, Rachel Griffiths – dla najlepszej aktorki drugoplanowej). Z drugiej strony, film (który ukazał się jeszcze za życia Christophera Finzi i Daniela Barenboima), wywołał silne wzburzenie pewnych środowisk, m.in. protest słynnego wiolonczelisty Mstisława Rostropowicza.